# Lentilly
Lentilly es una comuna francesa situada en el departamento de Ródano, de la región de Auvernia-Ródano-Alpes. Pertenece a la comunidad de comunas Pays de L'Arbresle.

## Demografía
| 1 257 | 1 434 | 2 113 | 2 537 | 3 819 | 4 719 | 5 013 | 5 296 | 5 289 |
| Para los censos de 1962 a 1999 la población legal corresponde a la población sin duplicidades (Fuente: INSEE [Consultar]) |       |       |       |       |       |       |       |       |